# Snowboard cross

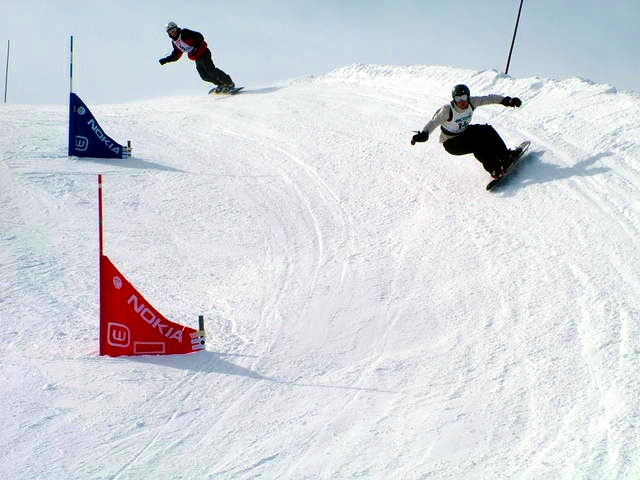
Una competizione di snowboard cross

Lo snowboard cross (detto anche Snowboarder X, SBX, Boardercross, Boarder-X o BX) è una competizione di snowboard in cui un gruppo di atleti (solitamente quattro o sei) parte contemporaneamente su un percorso in pendenza e quindi gareggia per raggiungere la linea di arrivo.
Questa disciplina è entrata a far parte dei Winter X Games dal 1997 e dei Giochi Olimpici Invernali dal 2006.

## Descrizione
Il termine boardercross è usato anche nel contesto del mountainboard, con riferimento a gare simili su percorsi con caratteristiche paragonabili anche senza neve.
Le piste sono tipicamente piuttosto strette e includono campanature, salti, berme, scalini e piani, progettati per mettere alla prova l'abilita degli atleti. Non è inusuale che i contendenti entrino in collisione, in modo simile a quanto accade nello short track visto il numero elevato di contatti. Per protezione gli snowboarder indossano un caschetto.
La prima gara di boardercross si è svolta nella primavera del 1991 sul Blackcomb Peak  a Whistler Blackcomb, nella Columbia Britannica. Steve Rechtschaffner e Greg Stump parteciparono all'evento, per filmarlo come episodio finale del loro show televisivo "Greg Stump's World of Extremes", che stavano realizzando per la FOX.  L'idea della corsa e le sue regole vennero da Rechtschaffner, che progettò anche il percorso.  Il suo agente, John Graham, ha coniato il termine "Boarder Cross", che poi è rimasto. Erik Kalacis ha organizzato la prima gara professionistica, chiamata The Kokanee Cross, in Canada. Rechtschaffner anni più tardi prese ispirazione dal Boardercross anche per creare una serie di videogiochi di cui ha venduto milioni di copie: SSX, commercializzato da Electronic Arts.